# Eckern (Kalmar län)
Eckern är en insjö i Oskarshamns kommun i Småland och ingår i Virån-Emåns kustområde.. Den utgör tillsammans med sjön Djupeträsk en av Oskarshamns kommuns vattentäkter. Eckern är en långsmal sjö som sträcker sig i nordvästlig-sydostlig riktning. Sjön har en längd av cirka 3,5 kilometer och en största bredd av cirka 350 meter. Det smalaste delen är endast cirka 100 meter bred och kallas Smale hals. Sjön kantas av småbyar och gårdar vid namn som Högetorp, Eckerhult, Karstorp, Flinshult, Strömsholm och Sandvik. Sjön avvattnas av vattendraget Döderhultsbäcken.

## Delavrinningsområde
Eckern ingår i delavrinningsområde (634946-153601) som SMHI kallar för Mynnar i havet. Medelhöjden är 47 meter över havet och ytan är 44,15 kvadratkilometer. Det finns inga avrinningsområden uppströms utan avrinningsområdet är högsta punkten. Avrinningsområdets utflöde Döderhultsbäcken mynnar i havet. Avrinningsområdet består mestadels av skog (70 procent). Avrinningsområdet har 0,9 kvadratkilometer vattenytor vilket ger det en sjöprocent på 2 procent. Bebyggelsen i området täcker en yta av 3,82 kvadratkilometer eller 9 procent av avrinningsområdet.